# Yay
Yay (birm. ရေးမြို့ /jé mjo̰/; mon. ဍုၚ်ရေဝ်; ang. Ye) – miasto w południowej Mjanmie, w stanie Mon, dystrykcie Mulmejn, okręgu miejskim Yay. 
Miasto położone jest kilka kilometrów od wybrzeża Morza Andamańskiego. Leży przy drodze i linii kolejowej łączącej miasta Mulmejn i Tawè. W mieście znajduje się również port lotniczy Yay.